# NGC 7277
NGC 7277 este o emission-line galaxy⁠(d) situată în constelația Peștele Austral. A fost descoperită în 27 septembrie 1834 de către John Herschel.